# Muzeum Anestezjologii i Intensywnej Terapii w Ostrowie Wielkopolskim
Muzeum Polskiego Towarzystwa Anestezjologii i Intensywnej Terapii – nieistniejące muzeum w Ostrowie Wielkopolskim zajmujące się historią anestezjologii.

## Historia
Powstało w roku 2003 z inicjatywy dra Wojciecha Stadnickiego, ordynatora Oddziału Anestezjologii i Intensywnej Terapii Szpitala Miejskiego im. Chałubińskiego w Ostrowie Wielkopolskim oraz prof. Witolda Jurczyka z Akademii Medycznej im. Karola Marcinkowskiego w Poznaniu. 
Było trzecim muzeum tego rodzaju na świecie po Liverpool i Bonn. Gromadziło zbiory tematyczne z dziedziny anestezjologii i intensywnej terapii (współpraca z Akademiami Medycznymi z całej Polski). Zbierało wszystkie dotyczące anestezjologii prace doktorskie i habilitacyjne poznańskiej Akademii Medycznej.
W 2007 przeniesione po likwidacji w Ostrowie Wlkp. do budynku Collegium Stomatologicum w Poznaniu przy ul. Przybyszewskiego. Władze Ostrowa Wlkp. nie były zainteresowane utrzymaniem placówki.